# Olivar
Olivar is een gemeente in de Chileense provincie Cachapoal in de regio Libertador General Bernardo O'Higgins. Olivar telde 13.608 inwoners in 2017 en heeft een oppervlakte van 45 km².
- Virtual International Authority File: 4105156811375245390008